# Schnellangriffseinrichtung

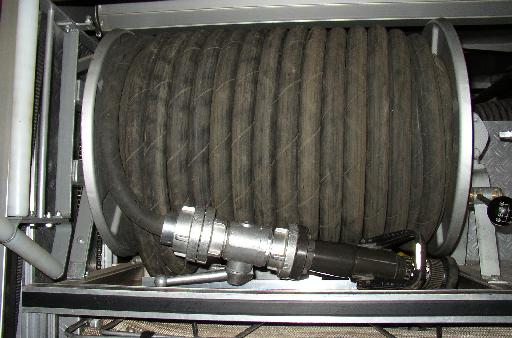
Schnellangriffseinrichtung mit formstabilem Schlauch

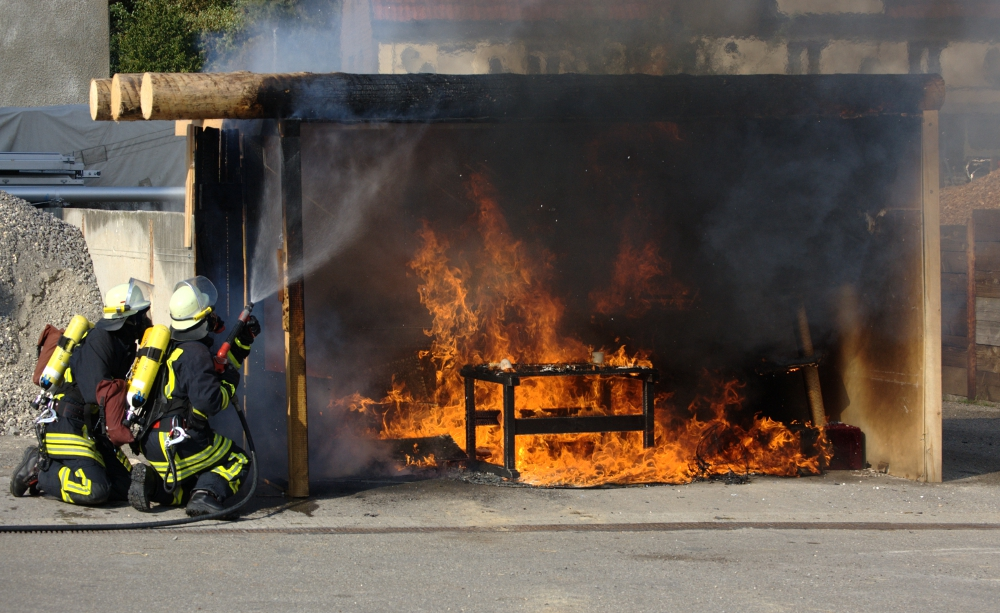
Zwei Feuerwehrleute demonstrieren den Löschangriff mit der Schnellangriffsvorrichtung

Die Schnellangriffseinrichtung, Schnellangriffsvorrichtung oder Einrichtung zur schnellen Wasserabgabe findet man bei der Feuerwehr auf Tanklöschfahrzeugen und Löschgruppenfahrzeugen.
Sie besteht aus dem im Fahrzeug eingebauten Wassertank, einer Pumpe und einem direkt an die Pumpe angeschlossenen Druckschlauch mit Mehrzweck- oder Hohlstrahlrohr, der auf einer Haspel im Fahrzeugheck aufgerollt ist. Meist ist sie pneumatisch gebremst und kann bei Bremslüftung frei abgezogen werden. Der Schlauch wird entweder per Hand oder mit einem kleinen Elektromotor aufgerollt.
Eine Sonderform der Schnellangriffseinrichtung ist der Hochdruck-Schnellangriff.
Vorwiegend ist die Schnellangriffsvorrichtung den formstabilen Druckschläuchen vorbehalten. Die Länge beträgt zwischen 20 und 90 m.

## Nutzung im Einsatz
Die Schnellangriffseinrichtung bietet Vorteile bei kleineren Löscheinsätzen wie Autobränden, Containerbränden usw., da sie sofort einsatzbereit ist. Für Gebäudebrände oder Großbrände ist sie aus mehreren Gründen ungeeignet:
- Der Schlauch ist relativ kurz. In der Regel kann dieser zwar mit normalen Schläuchen verlängert werden, allerdings ist dann der Hauptvorteil des Schnellangriffs dahin und es kann auch direkt eine reguläre Schlauchleitung gelegt werden.
- Die zumeist formstabilen Schläuche sind außen gummiert und lassen sich beispielsweise schlecht um Ecken ziehen. Dies ist insbesondere im Innenangriff problematisch.
- Schon bevor ein formstabiler Schlauch mit Wasser gefüllt ist, ist sein Gewicht  gegenüber normalen Rollschläuchen relativ hoch.
- Formstabile Schläuche haben einen deutlich geringeren Querschnitt als normale Rollschläuche. Dadurch ist nicht nur der maximal mögliche Volumenstrom geringer, gleichzeitig ist auch der Druckverlust deutlich höher.

Seitdem es während der Nutzung von Schnellangriffsschläuchen bei der Brandbekämpfung im Innenangriff zu schweren, teils tödlichen Unfällen gekommen ist, ist man bei der Feuerwehr zu der Einsicht gekommen, zum Eigenschutz bei Innenangriffen auf den Schnellangriffsschlauch zu verzichten.

## Pump & Roll
Pump & Roll bezeichnet die Wasserabgabe während verhaltener Fahrt. Oftmals wird dazu die Einrichtung zur schnellen Wasserabgabe verwendet.
Mit laufender Pumpe fährt das (Tank-)Löschfahrzeug mit Schrittgeschwindigkeit den Feuersaum entlang, während das Feuer durch die Einsatzkräfte mit dem handgeführten Rohr abgelöscht wird. 
Für diesen Einsatzzweck eignen sich D-Schläuche bestens, da sie bei ausreichender Förderleistung (bis zu 140 l/min) noch leicht (ca. 0,75 kg/m) und flexibel sind.
Der gleichzeitige Betrieb der Feuerlöschkreiselpumpe und des Fahrantriebes ist nicht bei allen Feuerwehrfahrzeugen technisch möglich, viele Fahrzeuge können nur entweder fahren oder die Feuerlöschkreiselpumpe betreiben.
Der Einsatz eines formstabilen Schnellangriffs sollte dabei möglichst vermieden werden. Der Schlauch kann im Notfall (drehender oder auffrischender Wind und damit verbundene Notwendigkeit des Rückzugs) nicht wie ein normaler Feuerlöschschlauch abgekuppelt werden und kann somit eine große Gefahr für die Einsatzkräfte und die Technik darstellen.

## Situation in Deutschland

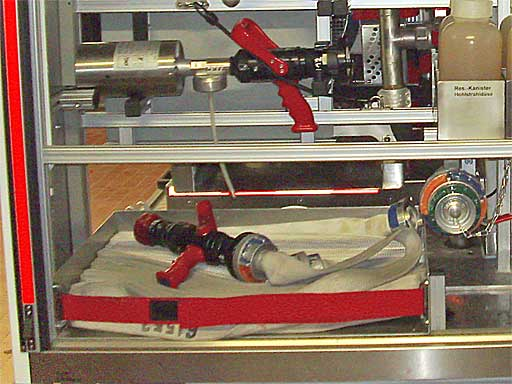
Zwei C-Druckschläuche als "Einrichtung zur schnellen Wasserabgabe" bei einem TSF-W.

In Deutschland zählen auch in Buchten gelegte Schläuche mit einem angeschlossenen Strahlrohr als sogenannte „Einrichtung zur schnellen Wasserabgabe“ und somit als Schnellangriffseinrichtung, da man den Schlauch nur aus dem Fahrzeug ziehen muss (so auch beim aktuellen Löschgruppenfahrzeug des Katastrophenschutzes). Dies bringt den Vorteil von erheblicher Kosten-, Gewichts- und Platzersparnis im Aufbau des Fahrzeugs, aber Nachteile gegenüber einem formbeständigen Schlauch, da man den gesamten Schlauch vor der Wasserabgabe verlegen muss. Im Vergleich der Angriffsgeschwindigkeit gibt es aber keinen wesentlichen Unterschied, ebenso beim Wiederbestücken des Fahrzeugs. Für den Fall, dass der Schlauch zu kurz ist, lässt sich eine Einrichtung zur schnellen Wasserabgabe ggf. einfacher verlängern. Auch der Nachteil des geringeren Querschnitts, der zu einem größeren Druckverlust im Schlauch führt, entfällt hier. Aus diesen Gründen erlebt diese Bauart seit einiger Zeit eine Renaissance, selbst Berufsfeuerwehren kehren aufgrund der Vorteile zu ihr zurück.
Die aktuellen Fahrzeugnormen erlauben den Einsatz folgender Schläuche für Schnellangriffseinrichtungen:
- 2 Druckschläuche C 42-15 (DIN 14811) oder
- 2 Druckschläuche D 25-15 (DIN 14811) oder
- 1 formstabiler Druckschlauch DN 25 (50 Meter, DIN EN 1947) oder
- 1 formstabiler Druckschlauch DN 33 (30 Meter, DIN EN 1947)

Bei älteren Fahrzeugen wird oft noch der nicht mehr genormte, formstabile Druckschlauch-S oder ein Druckschlauch C 42-30 verwendet. Ist im Fahrzeug eine Hochdruckpumpe verbaut, kommen entsprechende Hochdruckschläuche zum Einsatz.